# Copa do Nordeste de Futebol Feminino de 2018
A Copa do Nordeste de Futebol Feminino de 2018 (ou originalmente Taça Cidade do Paulista de Futebol Feminino do Nordeste) foi a primeira edição desta competição futebolística da modalidade feminina organizada pela Prefeitura do Paulista, com apoio da Federação Pernambucana de Futebol. Ela foi disputada por vinte e quatro equipes entre os dias 18 de julho e 29 de julho. O título ficou com o Sport, que venceu o Vitória das Tabocas na decisão.

## Participantes e regulamento
As 24 agremiações foram divididas em quatro grupos, pelos quais os integrantes disputaram jogos de turno único contra os adversários do próprio chaveamento. No término, os quatro primeiros colocados de cada grupo se classificaram para a segunda fase. As dezesseis agremiações restantes foram dividas em quatro grupos, onde jogaram novamente contra os adversários da própria chave em turno único. Após isso, a competição adotou um sistema eliminatório. Os 24 participantes desta edição foram:
| Federação           | Participantes       |
| ------------------- | ------------------- |
| Alagoas             | CSA                 |
| Alagoas             | Desportivo Aliança  |
| Alagoas             | UDA                 |
| Bahia               | Jequié              |
| Bahia               | Lusaca              |
| Bahia               | Vitória             |
| Ceará               | Ceará               |
| Ceará               | Menina Olímpica     |
| Ceará               | São Gonçalo-CE      |
| Maranhão            | Boa Vontade         |
| Maranhão            | Viana               |
| Paraíba             | Botafogo-PB         |
| Paraíba             | Kashima             |
| Pernambuco          | América-PE          |
| Pernambuco          | Centro Limoeirense  |
| Pernambuco          | Íbis                |
| Pernambuco          | Náutico             |
| Pernambuco          | Sport               |
| Pernambuco          | Vitória das Tabocas |
| Pernambuco          | Ypiranga-PE         |
| Piauí               | Skill Red           |
| Rio Grande do Norte | Cruzeiro-RN         |
| Sergipe             | Canindé             |
| Sergipe             | Força Jovem         |

## Resultados

### Primeira fase

#### Grupo A
Sede: Estádio José Vareda, em Limoeiro
- Botafogo-PB e União Desportiva empataram no número de pontos. O posicionamento final foi decidido nos critérios de desempate, o saldo de gols.

#### Grupo B
Sede: Centro Esportivo Santos Dumont, em Recife

#### Grupo C
Sede: Estádio Ademir Cunha, em Paulista
- Lusaca e Vitória das Tabocas empataram no número de pontos. O posicionamento final foi decidido nos critérios de desempate, o saldo de gols.

#### Grupo D
Sede: Estádio Grito da República, em Olinda
- Jequié e São Gonçalo-CE empataram no número de pontos. O posicionamento final foi decidido nos critérios de desempate, o saldo de gols.

### Segunda fase

#### Grupo E
Sede: Estádio José Vareda, em Limoeiro

#### Grupo F
Sede: Centro Esportivo Santos Dumont, em Recife

#### Grupo G
Sede: Estádio Ademir Cunha, em Paulista

#### Grupo H
Sede: Estádio Grito da República, em Olinda
- O União Desportiva foi punido com a perda de três pontos devido a escalação de duas jogadoras irregulares.

### Fases finais
|  | Quartas de final       | Quartas de final       |                        |   | Semifinais | Semifinais |  |  | Final | Final |
|  |                        |                        |                        |   |            |            |  |  |       |       |
|  | 27 de julho – Olinda   |                        |                        |   |            |            |  |  |       |       |
|  |                        |                        |                        |   |            |            |  |  |       |       |
|  | Botafogo-PB            | 1                      |                        |   |            |            |  |  |       |       |
|  | Botafogo-PB            | 1                      | 28 de julho – Paulista |   |            |            |  |  |       |       |
|  | Menina Olímpica        | 0                      |                        |   |            |            |  |  |       |       |
|  | Menina Olímpica        | 0                      | Botafogo-PB            | 0 |            |            |  |  |       |       |
|  | 27 de julho – Paulista |                        | Botafogo-PB            | 0 |            |            |  |  |       |       |
|  |                        | Sport                  | 1                      |   |            |            |  |  |       |       |
|  | Sport                  | Sport                  | 1                      | 3 |            |            |  |  |       |       |
|  | Sport                  |                        | 29 de julho – Paulista | 3 |            |            |  |  |       |       |
|  | Ceará                  | 1                      |                        |   |            |            |  |  |       |       |
|  | Ceará                  | 1                      | Sport                  | 4 |            |            |  |  |       |       |
|  | 27 de julho – Recife   |                        | Sport                  | 4 |            |            |  |  |       |       |
|  |                        | Vitória das Tabocas    | 0                      |   |            |            |  |  |       |       |
|  | Vitória das Tabocas    | Vitória das Tabocas    | 0                      | 2 |            |            |  |  |       |       |
|  | Vitória das Tabocas    | 28 de julho – Paulista |                        | 2 |            |            |  |  |       |       |
|  | Lusaca                 | 0                      |                        |   |            |            |  |  |       |       |
|  | Lusaca                 | 0                      | Vitória das Tabocas    | 3 |            |            |  |  |       |       |
|  | 27 de julho – Recife   |                        | Vitória das Tabocas    | 3 |            |            |  |  |       |       |
|  |                        | Vitória                | 0                      |   |            |            |  |  |       |       |
|  | Vitória                | Vitória                | 0                      | 4 |            |            |  |  |       |       |
|  | Vitória                |                        |                        | 4 |            |            |  |  |       |       |
|  | Kashima                | 0                      |                        |   |            |            |  |  |       |       |
|  | Kashima                | 0                      |                        |   |            |            |  |  |       |       |